# Dusona pilosa
Dusona pilosa là một loài tò vò trong họ Ichneumonidae.